# Nicola Pietrangeli
Nicola Pietrangeli   (Tunis, 11 de setembre de 1933) és un extennista professional d'Itàlia. Va guanyar el Roland Garros en dues ocasions en categoria individual (1959, 1960), una vegada dobles en dobles masculins (1959) i una altra en dobles mixts (1958). Va representar l'equip italià de Copa Davis arribant a disputar la final dues vegades. És considerat un dels millors tennistes italians de la història.

## Biografia
Nascut l'11 de setembre de 1933 a Tunis, Tunísia, Pietrangeli va fer el seu debut internacional a l'Open d'Itàlia de 1952, perdent en sets a quatre davant Jacques Peten. Va participar en quatre finals d'individuals masculins a Roland Garros: va guanyar el títol el 1959 i el 1960, i va acabar subcampió el 1961 i el 1964. També va guanyar el títol de dobles masculí de Roland Garros el 1959 (juntament amb Orlando Sirola) i el mixt. dobles el 1958. A Wimbledon, Pietrangeli va ser semifinalista únic el 1960, quan va perdre davant Rod Laver en 5 sets. Va guanyar l'Open d'Itàlia el 1957 i el 1961 i va ser classificat com a número 3 mundial per Lance Tingay del Daily Telegraph el 1959 i el 1960 i també per Ned Potter el 1961.
Va participar en els Jocs Olímpics de Ciutat de Mèxic de 1968, on el tennis fou esport de demostració i exhibició. Va participar en tres proves: individual masculí de demostració, dobles masculins de demostració (amb Manuel Orantes) i individual masculí exhibició, però només en aquest últim esdeveniment va aconseguir una medalla de bronze, on els dos semifinalistes obtenien la medalla de bronze automàticament sense disputar-se la final de consolació.
Després de la seva retirada va esdevenir capità de l'equip de Copa Davis, i va conduir l'equip a guanyar el primer títol de la història per Itàlia (1976).
Pietrangeli va entrar a l'International Tennis Hall of Fame l'any 1986. La pista principal del Foro Italico, on es disputa el Masters de Roma, es va reanomenar en el seu honor.

## Torneigs de Grand Slam

### Individual: 4 (2−2)
| Resultat  | Núm. | Any  | Torneig           | Oponent en la final | Marcador                |
| --------- | ---- | ---- | ----------------- | ------------------- | ----------------------- |
| Guanyador | 1.   | 1959 | Roland Garros     | Ian Vermaak         | 3−6, 6−3, 6−4, 6−1      |
| Guanyador | 2.   | 1960 | Roland Garros (2) | Luís Ayala          | 3−6, 6−3, 6−4, 4−6, 6−3 |
| Finalista | 1.   | 1961 | Roland Garros     | Manolo Santana      | 6−4, 1−6, 6−3, 0−6, 2−6 |
| Finalista | 2.   | 1964 | Roland Garros (2) | Manolo Santana      | 3−6, 1−6, 6−4, 5−7      |

### Dobles: 3 (1−2)
| Resultat  | Núm. | Any  | Torneig       | Parella        | Oponents                 | Marcador           |
| --------- | ---- | ---- | ------------- | -------------- | ------------------------ | ------------------ |
| Finalista | 1.   | 1955 | Roland Garros | Orlando Sirola | Vic Seixas Tony Trabert  | 1−6, 6−4, 2−6, 4−6 |
| Finalista | 2.   | 1956 | Wimbledon     | Orlando Sirola | Lew Hoad Ken Rosewall    | 5−7, 2−6, 1−6      |
| Guanyador | 1.   | 1959 | Roland Garros | Orlando Sirola | Roy Emerson Neale Fraser | 6−3, 6−2, 14−12    |

### Dobles mixts: 1 (1−0)
| Resultat  | Núm. | Any  | Torneig       | Parella         | Oponents                  | Marcador |
| --------- | ---- | ---- | ------------- | --------------- | ------------------------- | -------- |
| Guanyador | 1.   | 1958 | Roland Garros | Shirley Bloomer | Lorraine Coghlan Bob Howe | 8−6, 6−2 |

## Trajectòria

### Individual
| Open d'Austràlia | Absent | Absent | Absent | QF | Absent | Absent | Absent | Absent | Absent | Absent | Absent | Absent | Absent | Absent | Absent | Absent | Absent | Absent | Absent | Absent | 0 / 1  | 2–1   |
| Roland Garros | 3R     | 3R     | QF     | 1R | 4R     | G      | G      | F      | QF     | QF     | F      | 4R     | 3R     | 3R     | 1R     | 1R     | 3R     | 3R     | 3R     | 1R     | 2 / 20 | 58–18 |
| Wimbledon | 2R     | QF     | 4R     | 1R | 4R     | 1R     | SF     | 3R     | 3R     | 3R     | 2R     | 4R     | 1R     | 2R     | 1R     | 1R     | 1R     | A      | 3R     | 1R     | 0 / 19 | 30–18 |
| US Open | A      | 3R     | A      | A  | A      | A      | A      | A      | 1R     | A      | 2R     | 3R     | A      | A      | A      | A      | A      | A      | A      | A      | 0 / 4  | 5 – 3 |
| Llegenda: G: Guanyador; F: Finalista; SF: Semifinalista; QF: Quarts de final; Q: Qualificació; A: Absent; RR: Round Robin; |        |        |        |    |        |        |        |        |        |        |        |        |        |        |        |        |        |        |        |        |        |       |